# 夏の恋は虹色に輝く オリジナル・サウンドトラック
『夏の恋は虹色に輝く オリジナルサウンドトラック』は、フジテレビで2010年7月から9月にかけて放送されたテレビドラマ『夏の恋は虹色に輝く』のサウンドトラック。

## 収録曲
1. 夏虹恋曲
  - 作曲:延近輝之、編曲:延近輝之
2. 海辺にて
  - 作曲:延近輝之、編曲:延近輝之
3. amabile
  - 作曲:延近輝之、編曲:延近輝之
4. 恋想曲
  - 作曲:延近輝之、編曲:延近輝之
5. 虹色ノ恋
  - 作曲:延近輝之、編曲:延近輝之

第2話の、事務所のシーンでのみ使用された。後曲『Skydiving~Exit』と同じメロディー。
6. poco a poco
  - 作曲:延近輝之、編曲:延近輝之
7. 小さな海のメロディー
  - 作曲:延近輝之、編曲:延近輝之

海のテーマ曲。
8. La Bella Vita
  - 作曲:延近輝之、編曲:延近輝之
9. one fine day
  - 作曲:延近輝之、編曲:延近輝之

最終回の、詩織と春樹の電話のシーンでのみ使用された。後曲『a day in the summer』と同じメロディー。
10. Summer Days
  - 作曲:延近輝之、編曲:延近輝之
11. ゆっくり行こうよ
  - 作曲:ジュスカ・グランペール、編曲:ジュスカ・グランペール
12. 夏恋想
  - 作曲:延近輝之、編曲:延近輝之
13. Skydiving～Exit
  - 作曲:延近輝之、編曲:延近輝之

第1話のスカイダイビングのシーンで最初から流れていた。
14. Skydiving～Emergency
  - 作曲:延近輝之、編曲:延近輝之

第1話のスカイダイビングのシーンで大雅のパラシュートが操縦不能になり変な方向に飛んでいくシーンで流れた。その他にも第6話、第7話の劇中でも流れた。
15. Summer love in rainbows
  - 作曲:青山政憲、編曲:青山政憲
16. a day in the summer
  - 作曲:延近輝之、編曲:延近輝之

オープニングが終わった後のCMクレジットの際に流れる。また、劇中でも流れる。
17. Charmeuse
  - 作曲:e-lect、編曲:e-lect
18. 風の銀次郎
  - 作曲:延近輝之、編曲:延近輝之
19. serenade
  - 作曲:延近輝之、編曲:延近輝之
20. Red Carpet Orchestra
  - 作曲:延近輝之、編曲:延近輝之

第1話の、主演男優賞決定のシーンでのみ使用された。
21. 夏夜想
  - 作曲:延近輝之、編曲:延近輝之

第1話の、航太郎が倒れ、大雅たちが病院に駆けつけるシーンでのみ使用された。
22. Summer love in rainbows～String Quartet
  - 作曲:青山政憲、編曲:延近輝之

前曲「Summer love in rainbows」のストリング･カルテットバージョン。
23. 夏虹想曲～Piano
  - 作曲:延近輝之、編曲:延近輝之